# Angel Mukasa
Angel Keziah Eshirendah Mukasa, född 10 april 2002, är en svensk fotbollsmålvakt som spelar för Galatasaray_SK.

## Klubbkarriär
Mukasa började spela fotboll i AIK som sexåring. 2018 gick hon till FC Rosengårds U19-lag. Under 2020 hade Mukasa ett lärlingskontrakt i A-laget och inför säsongen 2021 skrev hon på ett tvåårskontrakt. Mukasa gjorde allsvensk debut den 3 juli 2021 i en 0–0-match mot KIF Örebro. I december 2022 förlängde hon sitt kontrakt i FC Rosengård fram över säsongen 2025.

## Landslagskarriär
Mukasa debuterade för Sveriges U17-landslag den 5 september 2017 i en 2–1-förlust mot Norge. Hon spelade totalt åtta landskamper för U17-landslaget mellan 2017 och 2019. Mellan 2019 och 2020 spelade Mukasa därefter två landskamper för U19-landslaget.
Den 1 juni 2021 blev Mukasa för första gången uttagen i U23-landslaget till matcherna mot Frankrike och Finland den 10 respektive 15 juni. Hon debuterade och höll nollan mot Finland då Sverige vann med 2–0.